# Patricia Hitchcock
Patricia Alma Hitchcock O’Connell (London, 1928. július 7. – Thousand Oaks, 2021. augusztus 9.) brit származású amerikai színésznő és producer.

## Életpályája
Patricia Hitchcock a brit fővárosban született Alfred Hitchcock, a neves filmrendező és Alma Reville forgatókönyvíró egyetlen gyermekeként. A család 1939-ben Los Angelesbe költözött az édesapa munkája miatt. Patricia Hitchcock kiskorától fogva színésznő szeretett volna lenni, melyben szülei is támogatták. Az 1940-es években kezdett színpadi szerepeket kapni; édesapja segítségével 1942-ben szerepet kapott a Solitaire című Broadway-produkcióban, 1944-ben pedig a Violetben is feltűnt.
Miután 1947-ben végzett a Los Angeles-i Marymount High School római katolikus leányiskolában, a londoni Royal Academy of Dramatic Art hallgatója lett, mellette pedig szerepeket vállalt brit darabokban. Édesapja filmjeiben is kapott kisebb szerepeket: a Stage Fright (1950), az Idegenek a vonaton (1951) és a Psycho (1960) egy-egy mellékszerepét osztották rá. Ezenkívül feltűnt Jean Negulesco The Mudlark (1950) és Cecil B. DeMille Tízparancsolat (1956) című munkáiban. Az Alfred Hitchcock Presents című televíziós sorozat – melynek egyébként édesapja volt a műsorvezetője – több epizódjában is látható volt. 2000-ben a The Man on Lincoln’s Nose című dokumentumfilm producere volt.

### Magánélete
Színészi pályafutásának csúcsa az édesapja filmjeiben nyújtott alakítások voltak; a színészkedést hamar feladta, hogy családjának és gyermekei nevelésének szentelhesse magát. 1952. január 17-én a New York-i Szent Patrik-székesegyházban feleségül ment ifjabb Joseph E. O’Connellhez, akitől három lánya született:
- Mary Alma Stone (1953. április 17.)
- Teresa Carrubba (1954. július 2.)
- Kathleen Fiala (1959. február 27.).

Patricia Hitchcock több, édesapja életművével és életével foglalkozó könyvben is közreműködött. Jeff Kraft és Aaron Leventhal könyvéhez, a Footsteps in the Fog: Alfred Hitchcock's San Francisco-hoz családi fényképeket biztosított, illetve ő írta az előszót. 2003-ban Laurent Bouzereau társszerzőjeként Alma Hitchcock: The Woman Behind the Man címen adott ki könyvet.

## Filmjei
| Év   | Film               | Szerep          |
| ---- | ------------------ | --------------- |
| 1950 | Stage Fright       | Chubby Banister |
| 1950 | The Mudlark        | epizódszerep    |
| 1951 | Idegenek a vonaton | Barbara Morton  |
| 1956 | Tízparancsolat     | udvarhölgy      |
| 1960 | Psycho             | Caroline        |
| 1978 | Skateboard         | Mrs. Harris     |

## Fordítás
- Ez a szócikk részben vagy egészben  a   Patricia Hitchcock című angol Wikipédia-szócikk ezen változatának fordításán alapul.  Az eredeti cikk szerkesztőit annak laptörténete sorolja fel. Ez a jelzés csupán a megfogalmazás eredetét és a szerzői jogokat jelzi, nem szolgál a cikkben szereplő információk forrásmegjelöléseként.

## További információ
- Patricia Hitchcock a PORT.hu-n (magyarul)
- Patricia Hitchcock az Internetes Szinkronadatbázisban (magyarul)
- Patricia Hitchcock az Internet Movie Database-ben (angolul)
- Patricia Hitchcock a Rotten Tomatoeson (angolul)